# Gunduz Mamedov
 (septembre 2017).
 (mai 2018).
Le contenu est difficilement compréhensible vu les erreurs de traduction, qui sont peut-être dues à l'utilisation d'un logiciel de traduction automatique.
Gunduz Mamedov (Гюндуз Айдинович Мамедов en ukrainien), né le 24 octobre 1974 à Gandja, alors en RSS d'Azerbaïdjan, est un juriste ukrainien. Depuis août 2016, il est procureur de la république autonome de Crimée.

## Biographie
En 1996, il sort diplômé de la faculté de droit de l'université d'Odessa, en tant que  « spécialiste en science juridique ». La même année, il commence à travailler comme assistant et stagiaire du procureur dans la procurature de la région de Primorsk à Odessa. Il est ensuite nommé adjoint principal du procureur de la région Primorsk.
Durant la période 2012-2013, il travaille au bureau de la procurature de la région de Kiev. Il est ensuite muté à l'Académie nationale de la procurature ukrainienne entre mars et décembre 2013. Il y travaille comme principal scientifique spécialiste.
En décembre 2013, il est nommé chef de la division des enquêtes dans la procurature écologique de Dnipro. Le 11 juillet 2014, il revient à Odessa où il occupe le poste de procureur, puis d'adjoint au procureur d'Odessa.
Le 22 août 2016, il est nommé procureur de la république autonome de Crimée. Le 31 mars 2017, avec la participation du procureur général d’Ukraine Iouri Loutsenko et de Gyunduz Mamedov, le bureau principal de la procurature du république autonome de Crimée a été ouvert à Kiev.